# 佐久川寬賀
佐久川寬賀（琉球語：〔〕／  ?；？—1837年）是琉球王國第二尚氏王朝時期的武術家，為現代空手道的始祖，被譽為唐手佐久川（琉球語：／ ）。

## 生平
早年寬賀領照屋為地頭，位階為筑登之親雲上，因此被稱作照屋筑登之親雲上寬賀，日本名本稱為照屋寬賀。他的漢姓為易氏，唐名不詳，是易樂水（浦添親方寬安）的第九世後裔，約於18世紀末期出生於首里赤田村（今那霸市首里赤田町）。
佐久川寬賀最初拜久米村的毛國棟（嵩原親雲上安執）為師學習武藝達6年之久。此後，在1756年中國冊封使來到琉球的時候，經毛國棟介紹，拜中國使團的侍從武官公相君學習拳法。
道光初年，佐久川寬賀訪華，前往順天府。其間所乘船只遭襲，佐久川用棒子擊退了海賊。
在當地學習中國武術後，並將中國武術帶回琉球，結合琉球傳統武術琉球手，創立了唐手。
1835年，他接受了八重山的佐久川地頭，日本名改為「佐久川寬賀」。
佐久川寬賀曾數次隨進貢使團赴中國，最後一次去清朝的時間為1836年。佐久川寬賀於次年染病，病逝於京師，葬於京師的外蠻墓地。其部分遺骨由弟子松村宗棍帶回國中。1942年，佐久川寬賀的第七代孫佐久川朝昭訪問北平，確認了佐久川在外蠻墓地的墳地地點。